# Dahteste
Dahteste (Tah-das-te; 1860 – 1955) era una guerriera nativa americana della tribù degli Apache Chiricahua.

## Biografia
Nacque intorno al 1860. Fu una donna di piccole dimensioni, ma di grande esperienza, che ha cavalcato con la sua famiglia al fianco di Cochise quando era ancora una bambina, cosa di cui conserverà il ricordo per tutta la vita. Era la sorella di Ilth-Oz-ay, la moglie di Chihuahua (Kla-esh), capo dei Chokonen.
Compatriota di Geronimo, ebbe un ruolo chiave nel negoziare la sua resa alla cavalleria degli Stati Uniti. Trascorse otto anni in una prigione della Florida e fu poi mandata in una prigione militare a Fort Sill, in Oklahoma. Diciannove anni dopo, fu liberata e visse il resto dei suoi giorni nella riserva indiana dei Mescaleros.
Morì in età avanzata, avendo sempre conservato il suo carattere intrattabile.
Come la sua amica Lozen (sorella di Victorio, il capo degli Apache Chiricahua), Dahteste fu una guerriera. Sposò Ahnandia ed ebbe figli. Inoltre, a differenza di Lozen, ha sempre avuto grande cura del suo aspetto.

### Romanzi
- Karl Lassiter, The Warrior's Path, Kensington Publishing Corporation, 1998
- Philippe Morvan, Ours, Calmann-Lévy, 2018